# Thariot (Autor)

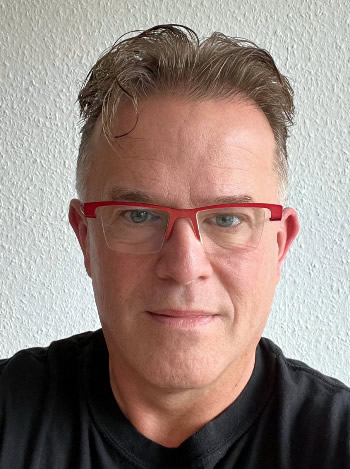
Autor Thariot (Martin Langner) (2021)

Thariot, bürgerlich Martin Langner (* 27. September 1965 in Wegberg), ist ein deutscher Science-Fiction-, Fantasy- und Thrillerautor.

## Leben und Werdegang zum Autor
Langner wuchs in Mettmann auf. Dort besuchte er die Schule und absolvierte eine Ausbildung zum Bürokaufmann. Nach dem Abschluss seiner Ausbildung betrieb er mit seinem Bruder eine Gaststätte in Solingen (Nordrhein-Westfalen), bis er sich entschloss, ein Studium der Betriebswirtschaft an der AKAD in Rendsburg zu beginnen, welches er im Jahr 1990 mit dem Examen abschloss. Er arbeitete danach als IT-Manager, bis er sich im Jahr 2015 entschied, hauptberuflich Autor zu werden.
Der Autor ist verheiratet und hat zwei erwachsene Kinder, einen Sohn und eine Tochter, und lebt inzwischen in Aachen, nachdem er einige Jahre auf der Mittelmeer-Insel Malta gelebt hatte.

## Zusammenarbeit mit anderen Autoren
Zusammen mit dem Fantasy- und Thrillerautor Sam Feuerbach schreibt er Thriller. Die beiden Trilogien EchtzeiT und Instabil sind als E-Book und als Taschenbuch erschienen. Alle Bände der Trilogie Instabil, Die Vergangenheit ist noch nicht geschehen, Die Gegenwart ist nur ein Kartenhaus sowie Die Zukunft ist Schnee von gestern erschienen im Jahr 2019 als Hörbücher, gelesen jeweils von Robert Frank und produziert vom Ronin Hörverlag, Erlangen. Die dreiteilige Thriller-Reihe EchtzeiT von Sam Feuerbach und Thariot wurde ebenfalls vom Ronin Hörverlag lizenziert, auch hier mit Robert Frank als Sprecher. Das zweiteilige Sequel zum Zeitreise-Thriller Instabil wurde ebenfalls von den beiden Autoren verfasst. Der erste Teil mit dem Titel Zeitbruch ist im Jahr 2021 als E-Book, Taschenbuch und Hörbuch erschienen. Die Fertigstellung des 2. Bandes ist für das Frühjahr 2022 geplant.
Mit dem Fantasy- und Jugendbuchautor Rainer Wekwerth schrieb Thariot die dreiteilige All-Age Science-Fiction Reihe Pheromon. Diese wurde über den Thienemann-Esslinger Verlag als E-Book, Taschenbuch und als Paperback veröffentlicht. Band 1 Sie riechen dich war im Jahr 2019 für den Landshuter Jugendbuchpreis nominiert. Die Produktion der dazugehörigen Hörbuch-Adaptionen übernahm der Hamburger Hörbuchverlag Rubikon Audioverlag, eingelesen vom Schauspieler und Sprecher Mark Bremer. Auch die Exodus Reihe des Autors wurde von Mark Bremer eingelesen. Diese ist als Taschenbuch im Fischer TOR Verlag erschienen und als Hörbuch vom Hörbuch Hamburg Verlag produziert worden.

## Werke

### Einzel-Veröffentlichungen (Taschenbuch/E-Book)
- Ninis - Die Wiege der Bäume. Selfpublishing, 2011, ISBN 978-1-5003-6529-5
- Sonnenfeuer. Der Frieden war nah. Selfpublishing, 2012, ISBN 978-1-4954-3263-7
- Cuareen - Die Blutspur. Selfpublishing, 2012, ISBN 978-1-5002-9425-0
- Sternenstaub im Kirschbaum. Selfpublishing, 2013, ISBN 978-1-4991-2477-4
- 2227 Extinction: Phase 1. CreateSpace, 2018, ISBN 978-1-986538-58-9
- Der Fliegenmacher. CreateSpace, 2018, ISBN 978-1-72610-948-2
- Nimand ist Perfeckt. bene Bücher Verlag, Erkrath 2019, Co-Autor Sam Feuerbach, ISBN 978-3-947515-41-7
- Yellowstone. Selfpublishing, 2020, ISBN 979-8-6371-7396-9
- Dark Triad - HWY51. Selfpublishing, 2021, ISBN 979-8-5477-8740-9

### Buch-Reihen (Taschenbuch/E-Book/Paperback)
Genesis Saga + Sequel
- Die verlorene Schöpfung. CreateSpace, 2014, ISBN 978-1-5143-2533-9
- Brennende Welten. CreateSpace, 2014, ISBN 978-1-5003-6940-8
- Post Mortem. CreateSpace, 2014, ISBN 978-1-5054-2663-2
- Next Genesis. CreateSpace, 2016, ISBN 978-1-5333-0163-5

Hamburg Sequence Reihe
- Ich.Lebe. CreateSpace, 2015, ISBN 978-1-5087-2121-5
- Ich.Liebe. CreateSpace, 2015, ISBN 978-1-5087-2121-5
- Ich.Sterbe. CreateSpace, 2016, ISBN 978-1-5411-3349-5

Solarian Saga
- Tage des Aufbruchs. CreateSpace, 2015, ISBN 978-1-5146-1149-4
- Tage der Asche. CreateSpace, 2015, ISBN 978-1-5177-2354-5
- Tage der Stille. CreateSpace, 2016, ISBN 978-1-5305-9478-8
- Tage der Rache. CreateSpace, 2016, ISBN 978-1-5371-3081-1
- Tage der Suche. CreateSpace, 2017, ISBN 978-1-5453-4628-0
- Tage der Ewigkeit. CreateSpace, 2017, ISBN 978-1-5482-9407-6

Nebula Rising Reihe
- Code Red. Belle Epoque Verlag, Tübingen 2019, ISBN 978-3-96357-151-0
- Code Blue. Belle Epoque Verlag, Tübingen 2019, ISBN 978-3-96357-152-7
- Code White . Belle Epoque Verlag, Tübingen 2019, ISBN 978-3-96357-153-4
- Code Black . Belle Epoque Verlag, Tübingen 2019, ISBN 978-3-96357-154-1

Blue Armour Reihe
- Krieg der Monde - 1. Selfpublishing, 2020, ISBN 978-1-70106-490-4
- Krieg der Monde - 2. Selfpublishing, 2020 (nur als E-Book)

Exodus Reihe
- Exodus 2727 - Die letzte Arche. Fischer Tor Verlag,[3] 2019, ISBN 978-3-596-70447-7
- Exodus 9414 - Der dunkelste Tag. Fischer Tor Verlag, 2020, ISBN 978-3-596-70038-7

Arcurus Gate Reihe
- Band 1. Selfpublishing, 2020, ISBN 979-8-6577-3217-7
- Band 2. Selfpublishing, 2020, ISBN 979-8-5764-7543-8
- Band 3. Selfpublishing, 2020, ISBN 979-8-5765-5275-7

Insomnia - Immortal
- Insomnia - Schlafe nicht., Selfpublishing, 2021, ISBN 979-8-7504-9827-7
- Immortal - Sterbe nicht., Selfpublishing, 2021, ISBN 979-8-7824-0591-5

Nomads
- Nomads - Kinder der 1000 Sonnen. Selfpublishing, 2022, ISBN 979-8-418-35093-0

### Buch-Reihen als Co-Autor (Taschenbuch/E-Book)
EchtzeiT
Als Co-Autor mit Sam Feuerbach:
- Leid kennt keinen Sonntag. Selfpublishing, 2015, ISBN 978-1-5151-8740-0.
- Wer die Wahrheit quält. Selfpublishing, 2016, ISBN 978-1-5239-6891-6.
- Gier frisst jede Tugend. Selfpublishing, 2016, ISBN 978-1-5397-9758-6.

Instabil + Sequels
Als Co-Autor mit Sam Feuerbach:
- Die Vergangenheit ist noch nicht geschehen. FanPro Verlag Imprint Rocket books, 2017, ISBN 978-3-946502-53-1.
- Die Gegenwart ist nur ein Kartenhaus. FanPro Verlag Imprint Rocket books, 2017, ISBN 978-3-946502-54-8.
- Die Zukunft ist Schnee von gestern. FanPro Verlag Imprint Rocket books, 2018, ISBN 978-3-946502-51-7.
- Zeitbruch. Independently published 2021, ISBN 979-8-5057-7276-8.
- Zeitschmerz. Independently published 2022, ISBN 979-8-3683-4050-0.

Pheromon-Reihe
Als Co-Autor mit Rainer Wekwerth
- Sie riechen dich. Thienemann-Esslinger Verlag, 2018, ISBN 978-3-522-50553-6
- Sie sehen dich. Thienemann-Esslinger Verlag, 2018, ISBN 978-3-522-50554-3
- Sie jagen dich. Thienemann-Esslinger Verlag, 2019, ISBN 978-3-522-50555-0

### Hörbücher (Download/Stream/MP3/Audio-CD)
Einzel-Hörbücher
- Yellowstone - Die letzte Verschwörung. Ronin Hörverlag, 2020, gelesen von Tim Gössler, 11 h 19 m
- Arcurus Gate, Ronin Hörverlag, 2021, gelesen von Christopher Kussin, 8 h 20 m

Instabil + Sequel
Als Co-Autor mit Sam Feuerbach:
- Die Vergangenheit ist noch nicht geschehen. Ronin Hörverlag, 2019, gelesen von Robert Frank, 10 h 52 m
- Die Gegenwart ist nur ein Kartenhaus. Ronin Hörverlag, 2019, gelesen von Robert Frank, 10 h 52 m
- Die Zukunft ist Schnee von gestern. Ronin Hörverlag, 2019, gelesen von Robert Frank, 10 h 43 m
- Instabil – Zeitbruch. Ronin Hörverlag, 2021, gelesen von Robert Frank, 9 h 5 m

Nebula Rising-Reihe
- Code Red. Ronin Hörverlag, 2020, gelesen von Matthias Lühn, 11 h 51 m
- Code Blue. Ronin Hörverlag, 2020, gelesen von Matthias Lühn, 12 h 9 m
- Code White. Ronin Hörverlag, 2020, gelesen von Matthias Lühn, 13 h 34 m
- Code Black. Ronin Hörverlag, 2020, gelesen von Matthias Lühn, 12 h 22 m

Exodus-Reihe
- Exodus 2727. – Die letzte Arche. Hörbuch Hamburg Verlag, 2019, gelesen von Mark Bremer, 11 h 51 m
- Exodus 4914. – Der dunkelste Tag. Hörbuch Hamburg Verlag, 2020, gelesen von Mark Bremer, 11 h 51 m

Pheromon-Reihe
Als Co-Autor mit Rainer Wekwerth
- Sie riechen dich. Rubikon Audioverlag, 2018, gelesen von Mark Bremer, 11 h 51 m
- Sie sehen dich. Rubikon Audioverlag, 2018, gelesen von Mark Bremer, 11 h 51 m
- Sie jagen dich. Rubikon Audioverlag, 2020, gelesen von Mark Bremer, 11 h 51 m

EchtzeiT
Als Co-Autor mit Sam Feuerbach:
- Leid kennt keinen Sonntag. Ronin Hörverlag, 2020, gelesen von Robert Frank, 10 h 16 m
- Wer die Wahrheit quält. Ronin Hörverlag, 2020, gelesen von Robert Frank, 10 h 40 m
- Gier frisst jede Tugend. Ronin Hörverlag, 2020, gelesen von Robert Frank, 9 h 30 m